# 新歌舞伎
新歌舞伎（しんかぶき）は、明治後期から昭和の初期にかけて、劇場との関係を持たない独立した作者によって書かれた歌舞伎の演目の総称である。
江戸時代から明治初年に至るまで、歌舞伎の台本は座付作者（ざつき さくしゃ）という、一座や芝居小屋に専属する専業の狂言作者がその一座に出る特定の役者のために書いたものだった。明治になって文明開化の風俗を盛んに取り入れた二代目河竹新七（黙阿弥）の一連の散切物の演目も、そのほぼすべてが五代目尾上菊五郎に当て書きされてその一座で初演されたもので、座と作者の関係という点では旧来の歌舞伎と変らなかった。
明治の歌舞伎はその後すぐに演劇改良運動の洗礼を受ける。しかしそこで試みられた行き過ぎた時代考証や西洋演劇の要素をそのまま移入した演出は歌舞伎と相容れるものではなく、作品はいずれも散々な酷評を受ける始末で、この運動自体は失敗に終わる。ここに「演劇改良」は旧来の時代物を翻案して実録風の改作を仕立てるという方向に軌道修正されてゆくことになる。
そうした中で、明治も後期になるとそれまでの座付役者とはまったく毛並みの異なる劇作家が現れてくる。高度の学歴や教養があり、翻訳家・新聞記者・編集者・劇評家・小説家などといった専門職の経歴をもち、趣味が嵩じて戯曲や歌舞伎狂言を書き始めたという背景がほぼ共通するのが特徴で、彼らが歌舞伎特有の荒唐無稽な筋書きから脱却し、事件にかかわる人間模様や登場人物の心理描写を中心に物語が展開する、極めて文学性の高い作品を次々に歌舞伎狂言として書き下ろすようになっていったのである。松井松葉の『悪源太』（明治38/1899年）や坪内逍遥の『桐一葉』（明治43/1904年）を皮切りに、以後さまざまな背景を持つ作者によって数々の作品が書かれ、これが「黄金時代」と呼ばれた明治後期から大正にかけての東京歌舞伎により一層の厚みを与えることにつながった。これら一連の演目を新歌舞伎と呼んでいる。
なお、第二次世界大戦の戦中から戦後以降に書かれた新しい演目は、これを一般に新作歌舞伎（しんさくかぶき）または単に新作（しんさく）と呼んで、新歌舞伎とは区別している。

## 主な新歌舞伎
- 福地桜痴（ジャーナリスト）『侠客春雨傘』、『春日局』
- 松居松葉（翻訳家・新聞記者）『悪源太』、『文覚』
- 坪内逍遥（翻訳家・評論家）『桐一葉』、『沓手鳥孤城落月』、『お夏狂乱』
- 渡辺霞亭（新聞記者・編集者）『土屋主税』
- 岡鬼太郎（新聞記者・劇評家）『今様薩摩歌』、『眠駱駝物語』
- 小山内薫（編集者・劇評家）『西山物語』、『息子』
- 鈴木泉三郎（編集者・小説家）『生きている小平次』
- 榎本虎彦（新聞記者・座付作者）『名工柿右衛門』、『南都炎上』
- 大森痴雪（新聞記者・座付作者）『あかね染』、『お夏清十郎』
- 長谷川時雨（女流小説家・劇評家）『さくら吹雪』
- 山本有三（歌人・小説家）『坂崎出羽守』
- 岡本綺堂（新聞記者・小説家）『修禅寺物語』、『鳥辺山心中』、『番町皿屋敷』、『権三と助十』
- 真山青果（小説家・座付作者）『頼朝の死』、『江戸城総攻』[1]、『元禄忠臣蔵』[2]
- 菊池寛（新聞記者・小説家）『藤十郎の恋』、『敵討以上』
- 泉鏡花（小説家）『天守物語』[3]
- 谷崎潤一郎（小説家）『お国と五平』
- 長谷川伸（新聞記者・劇評家）『一本刀土俵入』、『暗闇の丑松』、『中山七里』、『刺青奇偶』
- 池田大伍（翻訳家・劇評家）『男伊達ばやり』、『名月八幡祭』、『西郷と豚姫』